# Poul Hansen (lottatore)
Poul Henrik Peder Hansen (Ubberud, 20 ottobre 1891 – Aarhus, 29 ottobre 1948) è stato un lottatore danese.

## Biografia
Ha rappresentato la Danimarca ai Giochi olimpici estivi di Anversa 1920, dove ha vinto la medaglia d'argento nella lotta greco-romana, categoria pesi massimi.
Ai Giochi di Parigi 1924 ha gareggiato nel torneo dei pesi massimi di lotta greco-romana e in quello dei pesi medio-massimi di lotta libera.